# Iglesia de San Carlos El Real (Osuna)
La iglesia de San Carlos El Real  es una templo católico de la localidad de Osuna, en Andalucía, España, dedicado a San Carlos Borromeo. Se trata de la iglesia, construida en el siglo XVII como, como templo del antiguo colegio de la Compañía de Jesús en Osuna.

## Historia
Los jesuitas llegaron a Osuna en el año 1602 y se instalaron inicialmente en las dependencias del antiguo Hospital de la Encarnación, la escritura de fundación se realizó el 21 de julio de 1610. Las trazas del colegio y la iglesia fueron realizadas hacia 1612 por el hermano Pedro Sánchez, mientras se encontraba en Granada. Poco después, en 1615, se inició la construcción de la nueva iglesia entre las calles de Maese Diego, Hornillos y Sevilla, a la que se trasladaron en 1626, y que fueron financiadas por Isabel de Sandoval y Padilla, esposa de Juan Téllez-Girón, IV duque de Osuna.
Con motivo del terremoto de Lisboa de 1755 se cegó el coro alto. En 1767, se dictó una Pragmática Real que supuso la expulsión de los jesuitas de todos los territorios de la corona de España. El convento quedó abandonado con su marcha y la iglesia fue despojada de sus obras de mayor interés, así el retablo mayor primitivo  pasó a la parroquia de San Marcos evangelista, del cercano municipio de El Saucejo. Todo el conjunto pasó a ser propiedad del Estado, de donde procede el sobrenombre de Real y se cedió a la Sociedad Económica de Amigos del País de Osuna y el templo quedó como oratorio privado del colegio y se clausuró la puerta de acceso desde la calle. Tras la disolución de esta entidad pasó al Ayuntamiento, que utilizó el convento primero como colegio y desde 1989, como  Casa de la Cultura.

El resto de los retablos que componían el templo se repartieron entre otras iglesias después de la marcha de los jesuitas, el de la Soledad fue para la iglesia de la Puebla de los Corrales, un segundo retablo fue hacia la iglesia del Rosario de la Puebla de Martín de la Jara, el de San Simpliciano a la propia colegiata de Osuna y otro fue igualmente al Saucejo.

## Descripción
El acceso se realiza a través de la calle Compañía con una sencilla puerta. La portada del siglo XVIII se halla en un vestíbulo que daba acceso también al antiguo colegio jesuita. Está construida en mármoles policromos y con estípites y frontón triangular roto.
Destaca la colección de pinturas del siglo XVIII, que se encuentra en uno de los laterales interiores del templo, que representan el martirio de San Laureano, San Nicolás de Ban, la Virgen de Guadalupe, San Joaquín y Santa Ana, San Juan Bautista y la Magdalena y la Revelación a San Ignacio en Pamplona, está última de finales del siglo XVII.
El interior del templo es de una sola nave, con bóveda de cañón. En la entrada se encuentra un tramo bajo coro. Después van cinco tramos separados por pilastras y arcos fajones con bóveda de cañón y lunetos decoradas. En el presbiterio se levanta un retablo de estilo barroco realizado en el siglo XVII, procedente del derruido convento de San Francisco. Su calle central está ocupada por la figura de San Carlos Borromeo y las laterales por una virgen Dolorosa a un lado y San Antonio de Padua en el otro.